# Jared Harper
Jared Lamar Harper (Mableton, 14 settembre 1997) è un cestista statunitense.

## Palmarès
- Eurocup MVP: 1

Hapoel Gerusalemme: 2024-2025
- All-Eurocup First Team: 1

Hapoel Gerusalemme: 2024-2025

## Statistiche

### College
| Anno      | Squadra       | PG  | PT  | MP   | TC%  | 3P%  | TL%  | RP  | AP  | PRP | SP  | PP   |
| --------- | ------------- | --- | --- | ---- | ---- | ---- | ---- | --- | --- | --- | --- | ---- |
| 2016-2017 | Auburn Tigers | 32  | 30  | 24,2 | 38,5 | 34,4 | 70,5 | 1,9 | 3,0 | 1,2 | 0,1 | 11,4 |
| 2017-2018 | Auburn Tigers | 34  | 34  | 30,5 | 36,0 | 35,5 | 82,2 | 2,4 | 5,4 | 1,2 | 0,0 | 13,2 |
| 2018-2019 | Auburn Tigers | 40  | 40  | 33,0 | 39,9 | 37,0 | 82,8 | 2,5 | 5,8 | 1,1 | 0,1 | 15,3 |
| Carriera  | Carriera      | 106 | 104 | 29,5 | 38,4 | 35,9 | 79,2 | 2,3 | 4,8 | 1,2 | 0,0 | 13,5 |

### NBA

#### Regular Season
| Anno      | Squadra       | PG | PT | MP  | TC%  | 3P%  | TL%  | RP  | AP  | PRP | SP  | PP  |
| --------- | ------------- | -- | -- | --- | ---- | ---- | ---- | --- | --- | --- | --- | --- |
| 2019-2020 | Phoenix Suns  | 3  | 0  | 2,7 | 25,0 | 0,0  | -    | 0,0 | 0,0 | 0,0 | 0,0 | 0,7 |
| 2020-2021 | N.Y. Knicks   | 8  | 0  | 2,0 | 0,0  | 0,0  | 75,0 | 0,3 | 0,1 | 0,0 | 0,0 | 0,4 |
| 2021-2022 | N.O. Pelicans | 5  | 0  | 8,6 | 53,8 | 41,7 | 100  | 0,4 | 2,8 | 0,8 | 0,2 | 7,4 |
| Carriera  | Carriera      | 16 | 0  | 4,2 | 44,1 | 33,3 | 87,5 | 0,3 | 0,9 | 0,3 | 0,1 | 2,6 |

### G League
| Anno      | Squadra         | PG | PT | MP   | TC%  | 3P%  | TL%  | RP  | AP  | PRP | SP  | PP   |
| --------- | --------------- | -- | -- | ---- | ---- | ---- | ---- | --- | --- | --- | --- | ---- |
| 2019-2020 | N. Arizona Suns | 33 | 33 | 29,8 | 41,2 | 35,9 | 78,7 | 2,8 | 5,7 | 1,0 | 0,1 | 20,8 |
| 2020-2021 | Westch. Knicks  | 12 | 12 | 33,1 | 47,3 | 40,3 | 85,4 | 2,9 | 6,9 | 0,8 | 0,3 | 21,3 |
| 2021-2022 | Birm. Squadron  | 37 | 37 | 33,5 | 47,1 | 41,1 | 78,3 | 3,3 | 6,8 | 1,5 | 0,2 | 21,2 |
| Carriera  | Carriera        | 82 | 82 | 32,0 | 44,7 | 38,7 | 79,4 | 3,0 | 6,4 | 1,2 | 0,2 | 21,1 |

### Eurolega
| Anno      | Squadra  | PG | PT | MP   | TC%  | 3P%  | TL%  | RP  | AP  | PRP | SP  | PP   |
| --------- | -------- | -- | -- | ---- | ---- | ---- | ---- | --- | --- | --- | --- | ---- |
| 2022-2023 | Valencia | 31 | 5  | 17,8 | 38,4 | 33,1 | 82,3 | 0,8 | 3,3 | 0,5 | 0,0 | 10,4 |
| 2023-2024 | Valencia | 22 | 2  | 16,5 | 36,7 | 25,3 | 85,3 | 0,8 | 2,2 | 0,6 | 0,0 | 8,5  |
| Carriera  | Carriera | 53 | 7  | 17,3 | 37,7 | 30,0 | 83,3 | 0,8 | 2,8 | 0,5 | 0,0 | 9,6  |